# Wolfgang Leitner
Wolfgang Leitner (* 27. März 1953 in Graz) ist ein österreichischer Manager und Unternehmer.

## Jugend, Ausbildung und frühe Karriere
Wolfgang Leitner wurde 1953 als Sohn eines Schlossers geboren und studierte Chemie an der Karl-Franzens-Universität Graz. Nach seinem Studium war er von 1978 bis 1981 für Vianova, ein österreichisches Tochterunternehmen der Hoechst AG, in der Forschung tätig. Von 1981 bis 1985 arbeitete er als Unternehmensberater bei McKinsey & Company in München. 1986 gründete er gemeinsam mit seinem Studienkollegen, dem späteren Wirtschaftsminister Martin Bartenstein, das Pharmaunternehmen Genericon. Deren ungarische Tochter Pharmavit erzielte mit Brausetabletten und Generika große Erfolge und wurde 1995 von dem US-Pharmakonzern Bristol-Myers Squibb für 110 Millionen Dollar gekauft.

## Laufbahn bei der Andritz AG
Leitner war parallel dazu seit 1987 als Finanzvorstand und ab 1994 als Vorstandsvorsitzender der Andritz AG tätig. Seine Verantwortungsbereiche umfassen zentrale Gruppenfunktionen, wie Personalwesen, Controlling und Rechnungswesen, Konzernkommunikation und Investor Relations, Interne Revision, EDV sowie Geschäftsprozess-Management. Beim 1999 erfolgten Verkauf der Andritz AG erwarb Leitner einen 26-Prozent-Anteil. 
Leitner verfügt laut Wirtschaftsblatt vom 23. Mai 2014 über ein geschätztes Privatvermögen von 2,1 Milliarden Euro. Im Wirtschaftsmagazin trend wird Wolfgang Leitner im Jahr 2014 unter den reichsten Österreichern auf Platz 21 gelistet, mit einem geschätzten Vermögen von 1,36 Milliarden Euro. Auf der Liste The World’s Billionaires des Forbes Magazine rangierte Leitner im Jahr 2015 auf Platz 1190 mit einem geschätzten Vermögen von 1,6 Mrd. Dollar. Auf der Liste der reichsten Österreicher befindet er sich somit auf Platz 6.
Im Juli 2021 wurde Joachim Schönbeck zu seinem Nachfolger als Vorstandsvorsitzender der Andritz AG ab April 2022 bestellt, Leitner wechselte anschließend in den Aufsichtsrat.

## Privates
Er ist verheiratet mit Cattina Leitner.

## Ehrungen
- 2006 wurde er vom österreichischen Wirtschaftsmagazin TREND zum Mann des Jahres gekürt.[6]
- 2015: Ehrensenator der Technischen Universität Graz[7]